# La Espero

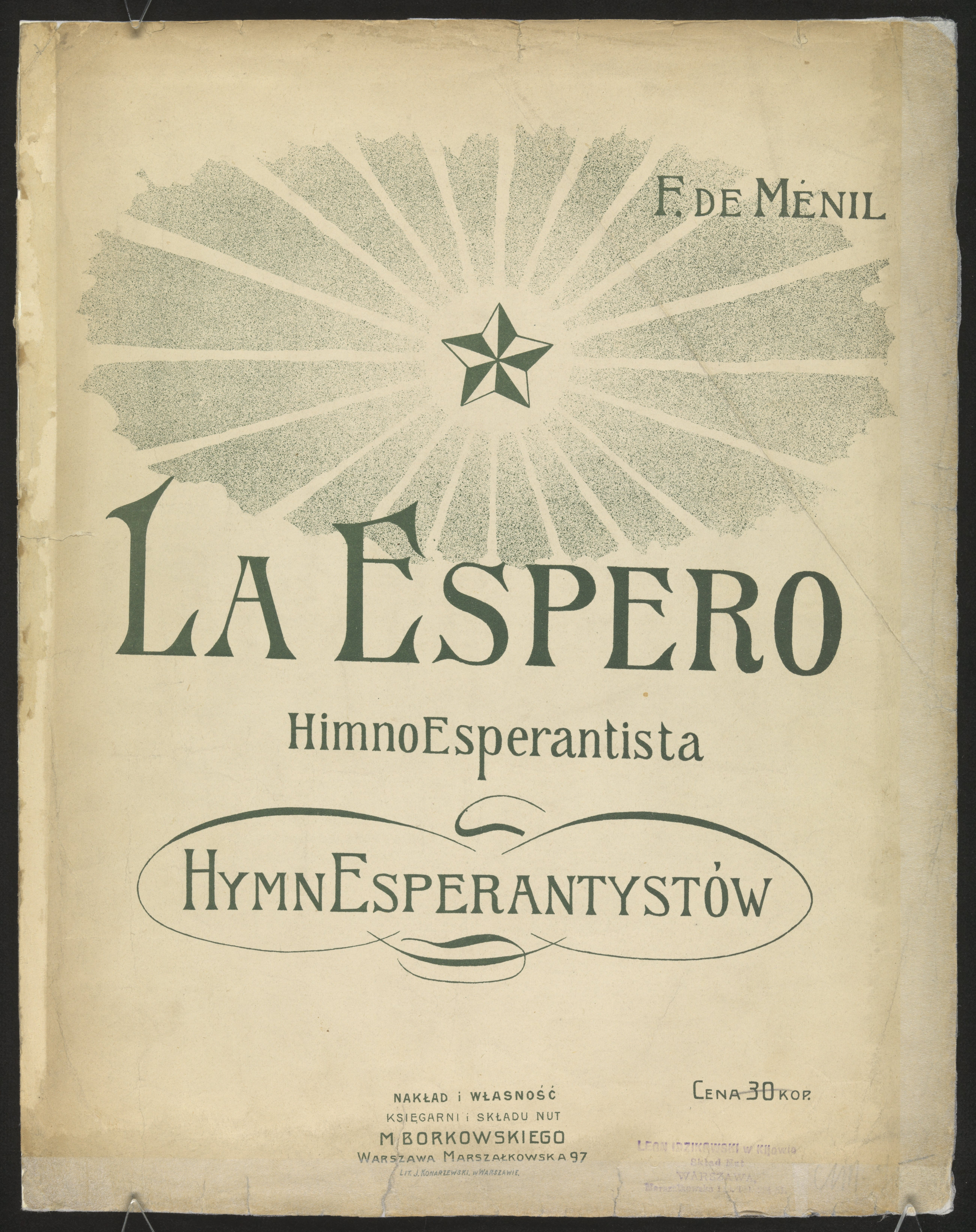

La Espero (в пер. з есп. Надія) — гімн мови есперанто. Укладений в 1891 році на слова творця мови Заменгофа та музики Фелісьєна Меню де Мені. За традицією, гімн виконується під час кожного Всесвітнього конгресу есперантистів. 
| En la mondon venis nova sento, tra la mondo iras forta voko; per flugiloj de facila vento nun de loko flugu ĝi al loko. Ne al glavo sangon soifanta ĝi la homan tiras familion: al la mond' eterne militanta ĝi promesas sanktan harmonion. Sub la sankta signo de l' espero kolektiĝas pacaj batalantoj, kaj rapide kreskas la afero per laboro de la esperantoj. Forte staras muroj de miljaroj inter la popoloj dividitaj; sed dissaltos la obstinaj baroj, per la sankta amo disbatitaj. Sur neŭtrala lingva fundamento, komprenante unu la alian, la popoloj faros en konsento unu grandan rondon familian. Nia diligenta kolegaro en laboro paca ne laciĝos, ĝis la bela sonĝo de l' homaro por eterna ben' efektiviĝos. |

| У світ прийшло нове почуття, Світом іде гучний клич; крилами легкого вітру хай летить він із місця до місця. Не крові мечам прагнучи, він людську тягне родину: світові, що воює постійно, він святу гармонію обіцяє. Під святим знаком надії гуртуються мирні борці, і швидко зростає справа працею тих, що мають надію. Міцно стоять мури тисячоліть між народами розділеними; але розлетяться вперті перешкоди, розбиті святою любов'ю. На нейтральній мовній основі, розуміючи одне одного, народи створять у згоді одне велике родинне коло. Наш старанний колектив в праці мирній не втомиться, поки прекрасний сон людства про вічне благословення не здійснить. |